# Aschistophleps lampropoda
Aschistophleps lampropoda is een vlinder uit de familie van de wespvlinders (Sesiidae), onderfamilie Sesiinae.
Aschistophleps lampropoda is voor het eerst wetenschappelijk beschreven door George Francis Hampson in 1893. De soort komt voor in het Oriëntaals gebied.